# Alexandros Tzorvas
Alexandros Tzorvas (griechisch Αλέξανδρος Τζόρβας, * 12. August 1982 in Athen) ist ein ehemaliger griechischer Fußballspieler und agierte auf der Position des Torwarts.

## Karriere
Seine Karriere begann Alexandros Tzorvas bei den Jugendakademien von Panathinaikos Athen, in denen er bis zum Sommer 2001 spielte. Nach einem Vertrag beim auf Kreta ansässigen Verein Agios Nikolaos wechselte Tzorvas im Januar 2003 zum FC Marko, ehe er im Sommer desselben Jahres zu Panathinaikos Athen zurückkehrte und dort einen Profivertrag unterzeichnete. 2004 gewann er neben der griechischen Meisterschaft auch den Pokal. Im Sommer 2005 wurde Tzorvas für ein halbes Jahr an den Athener Verein Thrasyvoulos Fylis ausgeliehen. In der Saison 2007/08 wurde Tzorvas an OFI Kreta ausgeliehen.
Ende August 2011 wechselte er zum US Palermo.

## Nationalmannschaft
Von Otto Rehhagel wurde Tzorvas für die Fußball-Europameisterschaft 2008 in Österreich und der Schweiz als dritter Torwart, hinter Antonios Nikopolidis und Konstantinos Chalkias, nominiert, kam aber zu keinem Einsatz. Zu seinem ersten Länderspieleinsatz kam Tzorvas am 19. November 2008 beim 1:1-Heimspiel Griechenlands gegen die italienische Nationalmannschaft. Bei der WM 2010 in Südafrika war er Stammtorhüter des griechischen Teams und stand in allen 3 Spielen zwischen den Pfosten.

## Erfolge
- Griechischer Meister: 2004, 2010
- Griechischer Pokalsieger: 2004, 2010